# SHAMROCK (曲)
「SHAMROCK」（シャムロック）は、UVERworldの5枚目のシングル。発売元は、gr8!records(SME)。

## 概要
フジテレビ系ドラマ『ダンドリ。〜Dance☆Drill〜』の主題歌に使用された。UVERworld初となるドラマ主題歌となった。また、その番外編ともいえる同局ドラマ『ダンドリ娘』の主題歌にもなっている（同作品のエンディングテーマには2ndシングル「CHANCE!」が使用されている）。さらに『music.jp』CMソングでもあった。この曲で自身2度目となる『COUNT DOWN TV』への出演を果たした。通常盤と初回生産限定盤の2形態でのリリース。初回生産限定盤は、CDとDVDの2枚組である。
PVは外国人のエキストラを集め、都内のとあるプールにて撮影された。このPVは、UVERworldのYouTubeチャンネルの中でもっとも高い再生回数を誇る（2024年現在）。
キャッチコピーは、「デビューから11ヶ月で累計50万枚突破（！）したウーバーの勢いは止まらない!」。
当時の自己最高初動の約4.4万枚を記録したが、初登場・最高位ともに6位にとどまった。デビューから2021年までの16年間で、UVERworldのシングルがベスト5を逃すのは、アルバム先行でベスト10を逃した前々作を除けば本作のみである。だが、オリコンでの売り上げ枚数は約9.7万枚であり、2024年現在における彼らのシングルでは4番目に高いセールスを誇る。また、カラオケランキングでも数年にわたりTOP100にランクインし、UVERworldのシングル作品の中では一般的知名度が極めて高い。着うたは50万ダウンロードを突破した。

## 収録内容
全作詞・作曲：TAKUYA∞、編曲：UVERworld、平出悟
CD
1. SHAMROCK [4:14]
フジテレビ系ドラマ『ダンドリ。〜Dance☆Drill〜』および『ダンドリ娘』主題歌。『music.jp』CMソング。2006年に行われた初の全国ツアー『UVERworld Timeless TOUR 2006』のアンコールで披露された新曲「RE」に新たにアレンジを加え、歌詞を書き換えたものである。2005年のメジャー・デビュー前から制作されていた楽曲[3]。タイアップに合わせ曲調を明るくし、青春を意識した歌詞が追加された[4]。タイトルの「SHAMROCK」はアイルランドでクローバーを意味するシャムロックに由来し、なかなか見つからない夢が何気ないときに見つかる→四つ葉のクローバー→アイルランドといった連想ゲームの発想で付けられた[3]。
夢を叶えるために失ったものを引きずるのは意味がないと制作された楽曲であり、歌詞では過去の振り返りを描写しているが、最後は"走り続ける"と締めて楽曲が成り立っているとメンバーのTAKUYA∞は語っている[5]PV撮影の際にTAKUYA∞が着用していたブレスレットはライブでも一時期身に付けていた。
2. 僕に重なって来る今 [3:49]
TAKUYA∞が子どもから大人になるまでの心境や、この時代に対する思いを歌った楽曲である。
3. = [3:33]
滋賀県のラジオ局e-radioの投票でも上位に挙がった楽曲。人種差別などについて歌われている。

## 初回生産限定盤
DVD
1. LIVE DIGEST from Timeless TOUR 2006@SHIBUYA-AX
のちに発売となるライブDVD『LIVE at SHIBUYA-AX from Timeless TOUR 2006』のダイジェスト的内容。収録曲は「just Melody」「Mixed-Up」「Burst」「優しさの雫」「CHANCE!」「D-tecnoLife」。しかし、実際に発売されたDVDには「Burst」、「優しさの雫」が収録されていない。

## 収録アルバム
- 『BUGRIGHT』（#1）
- 『-Neo SOUND BEST-』（#1）
- 『ALL TIME BEST [Disc2]』(#1)
- 『ALL TIME BEST -FAN BEST- (EXTRA EDITION)』(#3)

## THE HOOPERSのカバー
日本のアイドルグループ、THE HOOPERSの7枚目のシングル。2017年8月9日、ユニバーサルシグマから発売された。

### 内容
- 初回限定盤 (CD+DVD)、通常盤A (CDボーナストラック付〈全5曲〉)、通常盤B(キュン♡キュントラック付)の計3種発売。
- Leeと乃愛が加わり新体制となっての第1弾シングル。
- MVには岡本夏美、AXELL、littleHOOPが出演。

### 収録曲
全編曲：KUME.

#### 全種共通
1. SHAMROCK
作詞・作曲：TAKUYA∞
2. ユラメクホノオ
作詞・作曲：40mP

#### 初回限定盤
1. SHAMROCK (Instrumental)
2. ユラメクホノオ (Instrumental)

　DVD
1. SHAMROCK（Music Video）
2. SHAMROCK（Music Video Making）

#### 通常盤A
1. SHAMROCK(Instrumental)
2. ユラメクホノオ(Instrumental)
3. コトバテリトリー(Bonus Track)
作詞：南口悠太、作曲：大西省吾

#### 通常盤B
キュン♡キュントラック 〜学園シチュエーション〜
1. 未来 〜アイドル彼氏との休み時間・編〜
2. 星波 〜初めてケンカした放課後・編〜
3. つばさ 〜偶然出会った朝の教室・編〜
4. 陽稀 〜俺様彼氏と下校帰りに待ち合わせ・編〜
5. 麻琴 〜後夜祭でのキュンキュン告白・編〜
6. 千知 〜ヤンデレなボクとの放課後・編〜
7. Lee 〜初めての文化祭デート・編〜
8. 乃愛 〜二人きりの卒業パーティー・編〜